# Holma-Helsinglands Linspinneri
Holma-Helsinglands Linspinneri är ett tidigare linspinneri, och numera garnfabrik, i Sörforsa i Hälsingland.
Holma-Helsinglands linspinneri började sin verksamhet 1898 under namnet Helsinglands linspinneri AB, från 1907 Holma-Helsinglands linspinneri- och väfveri AB. År 1931 hade företaget 700 anställda. Företaget grundades av Axel Leman.
År 1929 gick linspinneriet upp i Almedals-Dahlsjöfors AB, och 1972 flyttades linspinneriet till Malax i Österbotten i Finland, medan spinningen av blandgarner fanns  kvar i Hälsingland under några år.p